# Bordó (Aragó)
Bordó (en castellà i oficialment Bordón) és un municipi de l'Aragó, situat a la província de Terol i enquadrat a la comarca del Maestrat.

## Història
Amb un origen entre llegendari i real cartaginès, el 1196 després de ser conquerit va passar a mans dels templaris de la comanda de Castellote i se li va concedir la Carta de Població el 1282.
El 1212 un pastor va trobar amagada una imatge de la Verge i en el mateix lloc es va construir una ermita. El 1306 els templaris van decidir edificat una església més gran degut a la devoció de la Verge de la Carrasca, al voltant de la qual es va construir el poble.

## Festes
- 5 de gener "Sant Antoni"
- Primer dilluns de maig "Processons"
- Pentacosta "Pascua del Rollo"
- 15 d'agost " Verge de la Araña"